# David Goffin
David Goffin (Rocourt, 1990. december 7. –) belga hivatásos teniszező. 2009-ben kezdte profi pályafutását. Pályafutása során 4 ATP-tornát sikerült nyernie. Legjobb Grand Slam-eredményét a 2016-os Roland Garroson és a 2017-es Australian Openen érte el, ahol a negyeddöntőbe jutott. A világranglistán az eddigi legelőkelőbb helyezése a hetedik volt, amelyet 2017 novemberében ért el. Tagja a belga Davis-kupa-válogatottnak.

## Pályafutása

### 2011
Első ATP-tornáján 2011 januárjában vett részt, amikor az indiai Chennai Open első fordulójában két játszmában legyőzte a hazai pályán versenyző Szomdev Devvarmant. A második körben azonban 7–6(3), 7–6(3)-ra kikapott Stanislas Wawrinkától. Ebben az évben még egy ATP-versenyen vett részt, októberben a Kuala Lumpur-i viadalon szintén a második körben búcsúzott el a küzdelmektől.

### 2012
2012 januárjában a Chennai Openen először jutott be a negyeddöntőbe, de ott három szettben kikapott Janko Tipsarevićtől. Első kiugró eredményét a Roland Garroson érte el, ahol ugyan elveszítette a selejtező utolsó körét, de egy játékos visszalépése miatt mégis a főtáblára jutott. Az első körben a világranglista 109. helyezettjeként meglepetésre öt játszmában legyőzte a huszonharmadik kiemelt Radek Štěpáneket, majd a következő két meccsén jobbnak bizonyult Łukasz Kubotnál és Arnaud Clément-nél is, s végül a negyedik fordulóban Roger Federer állította meg őt négy szettben. 1995 óta először fordult elő, hogy egy játékos szerencsés vesztesként három mérkőzést nyert egy Grand Slam-tornán, akkor éppen az egyik honfitársnak, a szintén belga Dick Normannak sikerült ez Wimbledonban.
A jól sikerült Roland Garrosnak köszönhetően szabadkártyát kapott a wimbledoni tornára, amelynek első körében elbúcsúztatta a huszadik kiemelt Bernard Tomicot, majd legyőzte Jesse Levine-t is, a harmadik fordulóban azonban már nem bírt a tizedik kiemelt Mardy Fish-sel, s három játszmában kikapott.
A US Open előtti időszakban Winston-Salemben érte el legjobb eredményét, ahol három mérkőzés megnyerését követően John Isnertől kapott ki a negyeddöntőben. Az amerikai nyílt teniszbajnokság első körében éppen a hetedik kiemelt Tomáš Berdychhel került össze, akitől három játszmában vereséget is szenvedett.
Az év hátralévő szakaszában sikerült megnyernie az ATP Challenger Tour részét alkotó orléans-i tornát, aminek köszönhetően először tudott bejutni a Top50-be.

## Eredményei Grand Slam-tornákon

### Egyéniben
| Grand Slam | Australian Open | Australian Open | Roland Garros | Roland Garros   | Wimbledon     | Wimbledon       | US Open       | US Open         |
| Év         | Eredmény        | Utolsó ellenfél | Eredmény      | Utolsó ellenfél | Eredmény      | Utolsó ellenfél | Eredmény      | Utolsó ellenfél |
| 2011       | Selejtező (1)   | Selejtező (1)   | –             | –               | Selejtező (3) | Selejtező (3)   | Selejtező (3) | Selejtező (3)   |
| 2012       | Selejtező (2)   | Selejtező (2)   | 4. kör        | Roger Federer   | 3. kör        | Mardy Fish      | 1. kör        | Tomáš Berdych   |

## Év végi világranglista-helyezései
| Év       | 2008 | 2009 | 2010 | 2011 | 2012 | 2013 | 2014 | 2015 |
| Helyezés | 711. | 309. | 229. | 174. | 46.  | 110. | 22.  | 16.  |